# Binioù kozh
Een biniou kozh is een Bretonse doedelzak.

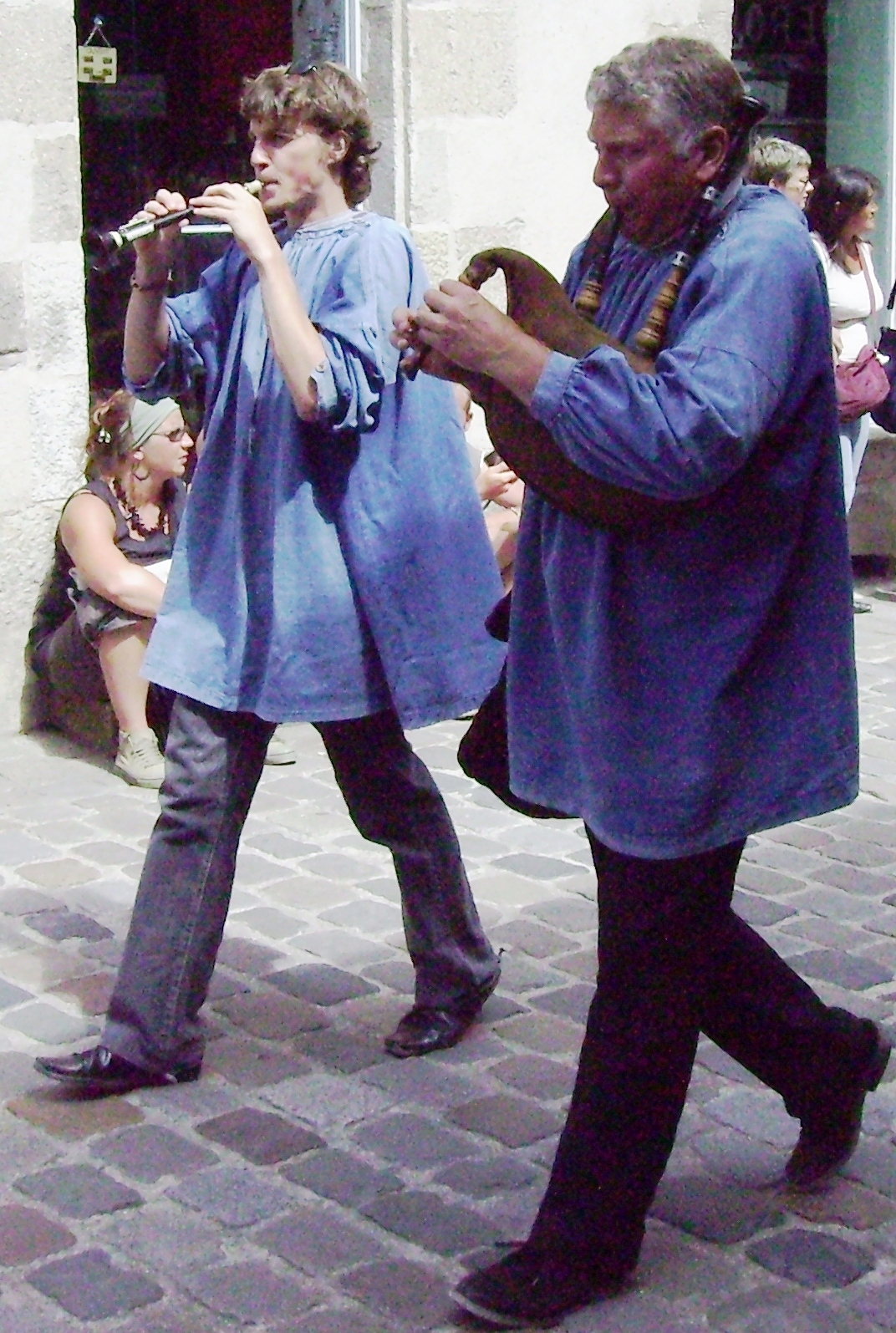
Bombarde en biniou

Dit instrument is niet alleen bijzonder luid, maar heeft een naar verhouding erg hoge ligging. De speelpijp is niet veel langer dan een kleine sopranino of Garklein. Het instrument speelt meestal samen met een bombarde, een sopraanschalmei die een octaaf onder de speelpijp van de biniou ligt.